# ماهیچه پس‌سری
ماهیچه پَس‌سَری (انگلیسی: Occipitalis muscle) نام چهار ماهیچه .obliquus capitis sup و obliquus capitis inf و rectus capitis pos major و rectus capitis pos minor  است که بخشی از پشت جمجمه را پوشانده‌اند و پوست سر را به عقب می‌کشند. برخی منابع ماهیچه پس‌سری را ماهیچه‌ای جداگانه به‌شمار نیاورده بلکه آن‌را یکی از شکمچه‌های ماهیچه پس‌سری‌پیشانی (occipitofrontalis) می‌دانند. این منابع، ماهیچه پس‌سری‌پیشانی را دارای دو قسمت (شکمچه) در دو طرف نیام کلاه‌خودی (گاله‌آ آپونوروتیکا) می‌دانند که یکی ماهیچه پس‌سری و دیگری ماهیچه پیشانی است.
خاستگاه ماهیچه پس‌سری، خط پس‌گردنی بالایی استخوان پس‌سری و پیوندگاه آن شاخه لاله‌گوشی پسین عصب چهره‌ای است.
عصب‌گیری ماهیچه پس‌سری از عصب چهره‌ای و خون‌گیری آن از سرخ‌رگ پس‌سری است.

## نگاره‌ها

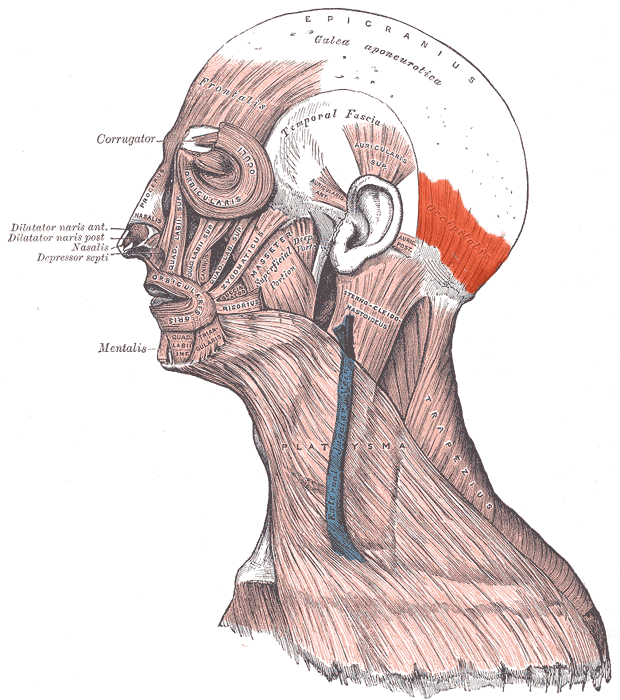